# Đài Bắc Trung Hoa tại Thế vận hội
Đài Loan, tên chính thức là Trung Hoa Dân Quốc (THDQ), thi đấu với tên gọi "Đài Bắc Trung Hoa" (TPE) tại Thế vận hội kể từ năm 1984. Các vận động viên (VĐV) thi đấu dưới lá Hiệu kỳ Đài Bắc Trung Hoa thay vì cờ của THDQ; và trong bất kỳ lễ trao huy chương nào, Quốc kỳ ca của THDQ được xướng lên thay cho Quốc ca của THDQ.
Các VĐV Đài Loan đã giành được huy chương Olympic đầu tiên vào năm 1960 và huy chương vàng đầu tiên vào năm 2004, đồng thời đoạt được nhiều huy chương nhất tại đại hội năm 2020.

## Quá trình tham gia
| Thời gian | Đoàn                        | Đoàn                      |
| --------- | --------------------------- | ------------------------- |
| 1932–1936 | Trung Quốc                  | như một phần của Nhật Bản |
| 1948      | Trung Quốc                  | Trung Quốc                |
| 1952      | Cộng hòa nhân dân Trung Hoa |                           |
| 1956      |                             | THDQ                      |
| 1960      |                             | Formosa (RCF)             |
| 1964–1968 |                             | Đài Loan (TWN)            |
| 1972–1976 |                             | THDQ (ROC)                |
| 1980      | Trung Quốc (CHN)            |                           |
| 1984–     | Trung Quốc (CHN)            | Đài Bắc Trung Hoa (TPE)   |

## Bảng huy chương
| TVH                   | VĐV                                       | Vàng                                      | Bạc                                       | Đồng                                      | Tổng                                      | XT                                        |                                           |
| 1932–1936             | như một phần của Nhật Bản (JPN)           | như một phần của Nhật Bản (JPN)           | như một phần của Nhật Bản (JPN)           | như một phần của Nhật Bản (JPN)           | như một phần của Nhật Bản (JPN)           | như một phần của Nhật Bản (JPN)           | như một phần của Nhật Bản (JPN)           |
| Luân Đôn 1948         | như một phần của Trung Hoa Dân Quốc (ROC) | như một phần của Trung Hoa Dân Quốc (ROC) | như một phần của Trung Hoa Dân Quốc (ROC) | như một phần của Trung Hoa Dân Quốc (ROC) | như một phần của Trung Hoa Dân Quốc (ROC) | như một phần của Trung Hoa Dân Quốc (ROC) | như một phần của Trung Hoa Dân Quốc (ROC) |
| Helsinki 1952         | không tham dự                             | không tham dự                             | không tham dự                             | không tham dự                             | không tham dự                             | không tham dự                             | không tham dự                             |
| Melbourne 1956        | 13                                        | 0                                         | 0                                         | 0                                         | 0                                         | –                                         |                                           |
| Roma 1960             | 27                                        | 0                                         | 1                                         | 0                                         | 1                                         | 32                                        |                                           |
| Tokyo 1964            | 40                                        | 0                                         | 0                                         | 0                                         | 0                                         | –                                         |                                           |
| Thành phố México 1968 | 43                                        | 0                                         | 0                                         | 1                                         | 1                                         | 42                                        |                                           |
| München 1972          | 21                                        | 0                                         | 0                                         | 0                                         | 0                                         | –                                         |                                           |
| Montréal 1976         | không tham dự                             |                                           |                                           |                                           |                                           |                                           |                                           |
| Moskva 1980           | không tham dự                             |                                           |                                           |                                           |                                           |                                           |                                           |
| Los Angeles 1984      | 38                                        | 0                                         | 0                                         | 1                                         | 1                                         | 43                                        |                                           |
| Seoul 1988            | 61                                        | 0                                         | 0                                         | 0                                         | 0                                         | –                                         |                                           |
| Barcelona 1992        | 37                                        | 0                                         | 1                                         | 0                                         | 1                                         | 49                                        |                                           |
| Atlanta 1996          | 74                                        | 0                                         | 1                                         | 0                                         | 1                                         | 61                                        |                                           |
| Sydney 2000           | 74                                        | 0                                         | 1                                         | 4                                         | 5                                         | 58                                        |                                           |
| Athens 2004           | 89                                        | 2                                         | 2                                         | 1                                         | 5                                         | 31                                        |                                           |
| Bắc Kinh 2008         | 80                                        | 1                                         | 1                                         | 2                                         | 4                                         | 45                                        |                                           |
| Luân Đôn 2012         | 44                                        | 1                                         | 0                                         | 1                                         | 2                                         | 49                                        |                                           |
| Rio de Janeiro 2016   | 58                                        | 1                                         | 0                                         | 2                                         | 3                                         | 50                                        |                                           |
| Tokyo 2020            | 68                                        | 2                                         | 4                                         | 6                                         | 12                                        | 34                                        |                                           |
| Paris 2024            | chưa diễn ra                              |                                           |                                           |                                           |                                           |                                           |                                           |
| Tổng số               | Tổng số                                   | 7                                         | 11                                        | 18                                        | 36                                        | 64                                        |                                           |

| TVH                      | VĐV           | Vàng          | Bạc           | Đồng          | Tổng          | XT            |               |
| Sapporo 1972             | 5             | 0             | 0             | 0             | 0             | –             |               |
| Innsbruck 1976           | 6             | 0             | 0             | 0             | 0             | –             |               |
| Lake Placid 1980         | không tham dự | không tham dự | không tham dự | không tham dự | không tham dự | không tham dự | không tham dự |
| Sarajevo 1984            | 12            | 0             | 0             | 0             | 0             | –             |               |
| Calgary 1988             | 13            | 0             | 0             | 0             | 0             | –             |               |
| Albertville 1992         | 8             | 0             | 0             | 0             | 0             | –             |               |
| Lillehammer 1994         | 2             | 0             | 0             | 0             | 0             | –             |               |
| Nagano 1998              | 7             | 0             | 0             | 0             | 0             | –             |               |
| Thành phố Salt Lake 2002 | 6             | 0             | 0             | 0             | 0             | –             |               |
| Torino 2006              | 1             | 0             | 0             | 0             | 0             | –             |               |
| Vancouver 2010           | 1             | 0             | 0             | 0             | 0             | –             |               |
| Sochi 2014               | 3             | 0             | 0             | 0             | 0             | –             |               |
| Pyeongchang 2018         | 4             | 0             | 0             | 0             | 0             | –             |               |
| Bắc Kinh 2022            | 4             | 0             | 0             | 0             | 0             | –             |               |
| Milano–Cortina 2026      | chưa diễn ra  | chưa diễn ra  | chưa diễn ra  | chưa diễn ra  | chưa diễn ra  | chưa diễn ra  |               |
| Tổng số                  | Tổng số       | 0             | 0             | 0             | 0             | –             |               |

| \| Môn thi đấu \| Vàng \| Bạc \| Đồng \| Tổng số \| \| ------------------- \| ---- \| --- \| ---- \| ------- \| \| Cử tạ \| 4 \| 2 \| 4 \| 10 \| \| Taekwondo \| 2 \| 1 \| 6 \| 9 \| \| Cầu lông \| 1 \| 1 \| 0 \| 2 \| \| Bắn cung \| 0 \| 2 \| 2 \| 4 \| \| Bóng bàn \| 0 \| 1 \| 2 \| 3 \| \| Điền kinh \| 0 \| 1 \| 1 \| 2 \| \| Judo \| 0 \| 1 \| 0 \| 1 \| \| Thể dục dụng cụ \| 0 \| 1 \| 0 \| 1 \| \| Bóng chày \| 0 \| 1 \| 0 \| 1 \| \| Karate \| 0 \| 0 \| 1 \| 1 \| \| Quyền Anh \| 0 \| 0 \| 1 \| 1 \| \| Golf \| 0 \| 0 \| 1 \| 1 \| \| Tổng số (12 đơn vị) \| 7 \| 11 \| 18 \| 36 \| |      |     |      |         |
| Môn thi đấu | Vàng | Bạc | Đồng | Tổng số |
| Cử tạ | 4    | 2   | 4    | 10      |
| Taekwondo | 2    | 1   | 6    | 9       |
| Cầu lông | 1    | 1   | 0    | 2       |
| Bắn cung | 0    | 2   | 2    | 4       |
| Bóng bàn | 0    | 1   | 2    | 3       |
| Điền kinh | 0    | 1   | 1    | 2       |
| Judo | 0    | 1   | 0    | 1       |
| Thể dục dụng cụ | 0    | 1   | 0    | 1       |
| Bóng chày | 0    | 1   | 0    | 1       |
| Karate | 0    | 0   | 1    | 1       |
| Quyền Anh | 0    | 0   | 1    | 1       |
| Golf | 0    | 0   | 1    | 1       |
| Tổng số (12 đơn vị) | 7    | 11  | 18   | 36      |

## VĐV giành huy chương
| Huy chương | VĐV | Thế vận hội           | Môn thi đấu     | Nội dung              |
| ---------- | --- | --------------------- | --------------- | --------------------- |
| Bạc        | Dương Truyền Quảng | Roma 1960             | Điền kinh       | Mười môn phối hợp nam |
| Đồng       | Kỷ Chính | Thành phố México 1968 | Điền kinh       | 80 mét vượt rào nữ    |
| Đồng       | Thái Ôn Nghĩa | Los Angeles 1984      | Cử tạ           | 60 kg nam             |
| Bạc        | Trương Chính Hiến Trương Văn Tông Trương Diệu Đằng Trần Chấp Tín Trần Uy Thành Giang Thái Quyền Hoàng Trung Nghĩa Hoàng Văn Bác Trung Vũ Chính Cổ Quốc Khiêm Quách Lý Kiến Phu Liêu Mẫn Hùng Lâm Triều Hoàng Lâm Côn Hãn La Chấn Vinh La Quốc Chương Bạch Côn Hoằng Thái Minh Hoành Vương Quang Hy Ngô Tư Hiền | Barcelona 1992        | Bóng chày       | Nam                   |
| Bạc        | Trần Tĩnh | Atlanta 1996          | Bóng bàn        | Đơn nữ                |
| Bạc        | Lê Phong Anh | Sydney 2000           | Cử tạ           | 53 kg nữ              |
| Đồng       | Trần Tĩnh | Sydney 2000           | Bóng bàn        | Đơn nữ                |
| Đồng       | Kỷ Thục Như | Sydney 2000           | Taekwondo       | 49 kg nữ              |
| Đồng       | Hoàng Chí Hùng | Sydney 2000           | Taekwondo       | 58 kg nam             |
| Đồng       | Quách Nghệ Hàm | Sydney 2000           | Cử tạ           | 75 kg nữ              |
| Vàng       | Trần Thi Hân | Athens 2004           | Taekwondo       | Hạng ruồi nữ          |
| Vàng       | Chu Mộc Viêm | Athens 2004           | Taekwondo       | Hạng ruồi nam         |
| Bạc        | Trần Thi Viên Lưu Minh Hoàng Vương Chính Bang | Athens 2004           | Bắn cung        | Đồng đội nam          |
| Bạc        | Hoàng Chí Hùng | Athens 2004           | Taekwondo       | Hạng nhẹ nam          |
| Đồng       | Trần Lệ Như Ngô Huệ Như Viên Thúc Kỳ | Athens 2004           | Bắn cung        | Đồng đội nữ           |
| Vàng       | Trần Vĩ Lăng | Bắc Kinh 2008         | Cử tạ           | 48 kg nữ              |
| Bạc        | Lư Ánh Ky | Bắc Kinh 2008         | Cử tạ           | 63 kg nữ              |
| Đồng       | Chu Mộc Viêm | Bắc Kinh 2008         | Taekwondo       | 58 kg nam             |
| Đồng       | Tống Ngọc Kỳ | Bắc Kinh 2008         | Taekwondo       | 68 kg nam             |
| Vàng       | Hứa Thục Tịnh | Luân Đôn 2012         | Cử tạ           | 53 kg nữ              |
| Đồng       | Tăng Lịch Sính | Luân Đôn 2012         | Taekwondo       | 57 kg nữ              |
| Vàng       | Hứa Thục Tịnh | Rio de Janeiro 2016   | Cử tạ           | 53 kg nữ              |
| Đồng       | Lôi Thiên Oánh Lâm Thi Gia Đàm Nhã Đình | Rio de Janeiro 2016   | Bắn cung        | Đồng đội nữ           |
| Đồng       | Quách Hạnh Thuần | Rio de Janeiro 2016   | Cử tạ           | 58 kg nữ              |
| Vàng       | Quách Hạnh Thuần | Tokyo 2020            | Cử tạ           | 59 kg nữ              |
| Vàng       | Lý Dương Vương Tề Lân | Tokyo 2020            | Cầu lông        | Đôi nam               |
| Bạc        | Dương Dũng Vĩ | Tokyo 2020            | Judo            | 60 kg nam             |
| Bạc        | Đặng Vũ Thành Thang Trí Quân Ngụy Quân Hành | Tokyo 2020            | Bắn cung        | Đồng đội nam          |
| Bạc        | Lý Trí Khải | Tokyo 2020            | Thể dục dụng cụ | Ngựa tay quay nam     |
| Bạc        | Đới Tư Dĩnh | Tokyo 2020            | Cầu lông        | Đơn nữ                |
| Đồng       | La Gia Linh | Tokyo 2020            | Taekwondo       | 57 kg nữ              |
| Đồng       | Lâm Quân Nhu Trịnh Di Tĩnh | Tokyo 2020            | Bóng bàn        | Đôi nam nữ            |
| Đồng       | Trần Mân Hủy | Tokyo 2020            | Cử tạ           | 64 kg nữ              |
| Đồng       | Phan Chính Tông | Tokyo 2020            | Golf            | Cá nhân nam           |
| Đồng       | Hoàng Tiểu Văn | Tokyo 2020            | Quyền Anh       | Hạng ruồi nữ          |
| Đồng       | Văn Tư Vân | Tokyo 2020            | Karate          | 55 kg nữ              |

## Quá trình được công nhận tại Thế vận hội
Các thông tin được trình bày sau đây liên quan đến các tên gọi khác nhau và các sự kiện chính liên quan đến việc công nhận đoàn thể thao THDQ (ROC):
- 1922 - Liên đoàn Điền kinh Nghiệp dư Quốc gia Trung Quốc được Ủy ban Olympic quốc tế (IOC) công nhận là Ủy ban Olympic quốc gia tại Trung Quốc.[3]
- 1932 – THDQ lần đầu tiên tham dự Thế vận hội với tư cách là Trung Quốc.[4]
- 1949 - Liên đoàn Điền kinh Nghiệp dư Quốc gia Trung Quốc chuyển đến Đài Loan.[5]
- 1952 – Đoàn THDQ rút khỏi Thế vận hội tại Helsinki[6] vì IOC cho phép Cộng hòa Nhân dân Trung Hoa (PRC) tham gia.[5]
- 1954 – IOC thông qua nghị quyết chính thức công nhận Ủy ban Olympic Trung Quốc của CHND Trung Hoa.[7][8]
- 1956 – THDQ tham dự Thế vận hội tại Melbourne với tư cách là chính THDQ. CHND Trung Hoa rút khỏi Thế vận hội để phản đối việc hai Ủy ban Olympic Trung Quốc có tên trong danh sách ủy ban thành viên của IOC.[7][8]
- 1958 – CHND Trung Hoa rút khỏi phong trào Olympic và tất cả các liên đoàn quản lý các môn thể thao Olympic. Giáo sư Đổng Thủ Nghĩa, thành viên IOC của CHND Trung Hoa từ chức.[7][9]
- 1959 – IOC thông báo với THDQ rằng THDQ không kiểm soát các vấn đề thể thao ở Trung Quốc đại lục, các quy định xác định rằng THDQ sẽ không còn được công nhận bằng tên gọi "Ủy ban Olympic Trung Quốc". Tất cả các hoạt động dưới một tên khác sẽ được xem xét.[9]
- 1960 – Ủy ban đại diện THDQ được đổi tên thành "Ủy ban Olympic THDQ" và được công nhận.[7]
- 1963 – IOC công nhận tên gọi "Đài Loan" và NOC nước này được phép sử dụng tên viết tắt "ROC" trên các trang phục/đồng phục thể thao.[7]
- 1968 – IOC đồng ý đổi tên đoàn Đài Loan thành THDQ sau Thế vận hội năm 1968 và cho phép đoàn tham gia dưới tên gọi đó.[7]
- 1976 - THDQ không được phép tham gia Thế vận hội Mùa hè tại Montreal, khi nước này cương quyết lấy tên THDQ, bởi vì nước chủ nhà, Canada, công nhận CHND Trung Hoa là chính phủ hợp pháp duy nhất của Trung Quốc.[10][11]
- 1979 – IOC công nhận Ủy ban Olympic Trung Quốc là đại diện chính thức của Trung Quốc.[9] Quyết định của IOC được đưa ra sau một cuộc bỏ phiếu qua đường bưu điện của 89 thành viên.[12] Theo quyết định của IOC, ủy ban Olympic của THDQ sẽ đổi tên thành "Ủy ban Olympic Đài Bắc Trung Hoa" và không được phép sử dụng quốc ca hoặc cờ THDQ.
- 1980 - THDQ tẩy chay Thế vận hội Mùa đông tại Lake Placid và Thế vận hội Mùa hè ở Moskva do quyết định của IOC buộc nước này sử dụng tên Đài Bắc Trung Hoa trong các sự kiện thể thao quốc tế.[13]
- 1981 - Một thỏa thuận được ký kết tại Lausanne bởi Juan Antonio Samaranch, Chủ tịch IOC và Thẩm Gia Minh, Chủ tịch Ủy ban Olympic Đài Bắc Trung Hoa (CTOC).[14] Thỏa thuận nêu rõ tên, cờ và biểu tượng của CTOC.
- 1984 - Đài Bắc Trung Hoa lần đầu tiên thi đấu dưới tên gọi mới ở Thế vận hội Mùa đông tại Sarajevo.